# 세바스티안 안데르손
마르틴 세바스티안 안데르손(스웨덴어: Martin Sebastian Andersson, 1991년 7월 15일 ~ )은 스웨덴의 축구 선수이다. 포지션은 공격수이며 현재 독일 분데스리가의 1. FC 쾰른 소속으로 뛰고 있다.